# Грант Хол
Грант Тери Хол (енгл. Grant Terry Hall; Брајтон, 29. октобар 1991) је енглески фудбалер, који тренутно игра за Квинс парк ренџерсе.